# Apró dudvabagoly
Az apró dudvabagoly (Oligia strigilis) a rovarok (Insecta) osztályának a lepkék (Lepidoptera) rendjéhez, ezen belül a bagolylepkefélék (Noctuidae) családjához tartozó faj.

## Megjelenése
- lepke: szárnyfesztávolsága: 24–29 mm, sötétbarna első szárnyai vannak a szárnyak szélén halványabb csíkkal, a hátsó szárnyak halvány barnák.
- hernyó: lilás-barna, sárga csíkokkal

## Életmódja
- nemzedék: egy nemzedéke van egy évben, májustól augusztus végéig rajzik, a lárva telel át.
- hernyók tápnövényei: füvek, beleértve Agropyron, Dactylis, Elytrigia és Poa fajokat.

## Fordítás
- Ez a szócikk részben vagy egészben  a   Marbled Minor című angol Wikipédia-szócikk fordításán alapul.  Az eredeti cikk szerkesztőit annak laptörténete sorolja fel. Ez a jelzés csupán a megfogalmazás eredetét és a szerzői jogokat jelzi, nem szolgál a cikkben szereplő információk forrásmegjelöléseként.

## Külső hivatkozás
- Leps.it - fotó